# Andrew Parrott
Pour les articles homonymes, voir Parrott.
Andrew Parrott est un chef de chœur et chef d'orchestre britannique, né le 10 mars 1947 à Walsall, en Angleterre.

## Biographie
Andrew Parrott naît le 10 mars 1947 à Walsall,.
Il étudie à l'université d'Oxford, au Merton College, où il développe des recherches sur les pratiques d'interprétation des XVIe – XVIIe siècles (Bachelor of Arts 1969 ; doctorat 1969-1976).
En 1973, il fonde le Taverner Consort and Players, un ensemble de musique ancienne basé à Londres.
Son ouvrage sur Jean-Sébastien Bach, publié en 2000, The Essentiel Bach Choir, reprenant des idées de Joshua Rifkin, est très remarqué. Les auteurs pensent, entre autres choses, pouvoir montrer que Bach n'avait que des quatuors vocaux (quatre interprètes) à sa disposition pour chanter ses cantates dominicales,.
Parrott s'intéresse également à la musique contemporaine, dirigeant notamment Nono et Henze. Il est aussi l'assistant de Michael Tippett et membre d'Electric Phoenix. En 1987, il dirige la création mondiale de A Night at the Chinese Opera de Judith Weir, et est nommé directeur musical de l'Opéra du Kent en 1989.
Depuis 2002, il occupe également le poste de directeur musical du New York Collegium, un ensemble de musique baroque basé à New York.
Tout au long de sa carrière, Andrew Parrott a su concilier rigueur universitaire et renommée internationale. Ses interprétations sont dans l'ensemble soignées et possèdent une vision originale, notamment lorsqu'il s'agit de Jean-Sébastien Bach. Toutefois, il ne convainc pas toujours totalement par ses choix ou ses tempi et s'insère plutôt dans une tradition musicale anglaise.
Entre 2000 et 2006, il dirige les London Mozart Players de Londres.

## Discographie sélective
- Marc-Antoine Charpentier, The Christmas Album, In Nativitatem Domini Nostri Jesu Christi canticum H.414, Taverner Consort, Choir & Players, dir. Andrew Parrot. CD Emi Classic 1991.